# Irina Emeliantseva

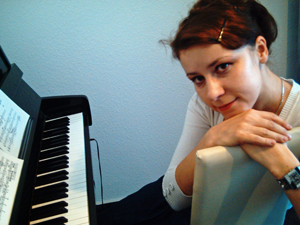
Irina Emeliantseva

Irina Emeliantseva (russisch Ирина Александровна Емельянцева, Irina Alexandrowna Emeljanzewa; * 26. September 1973 in Selzo, Oblast Brjansk, Sowjetunion) ist eine russische Komponistin von Orchesterwerken und Kammermusik in unterschiedlicher Besetzung und Pianistin.

## Leben und Wirken
Emeliantseva studierte an einem Musikkolleg der Stadt Brjansk bei Mark Belodubrowski. Dort erhielt sie einen Preis beim Regionalen Klavierwettbewerb für die beste Interpretation von Prokofjews Werken. Unter dem Einfluss der Musik von A.N.Skrjabin und N.A. Roslawez beschloss sie, sich der Komposition zu widmen. Deshalb studierte sie im Anschluss Komposition bei  S.M. Slonimski und Klavier  bei N. Eismont am Sankt Petersburger Konservatorium, wo sie nach ihrem Abschluss als Assistentin tätig war. Weitere Studien folgten an der Hochschule für Musik „Hanns Eisler“ Berlin bei Paul-Heinz Dittrich (Abschluss mit Auszeichnung) und an der Hochschule für Musik "Carl Maria von Weber" bei Ernst Helmut Flammer.
Im Laufe ihrer Karriere arbeitete sie mit den Dresdner Sinfonikern, mit der Russischen Kammerphilharmonie St. Petersburg, dem Schlosstheater der Musikakademie Rheinsberg, dem Philharmonischen Orchester des Staatstheaters Cottbus, dem Ensemble "Mosaik" Berlin, dem Kammerensemble "Neue Musik" Berlin, dem Trio "Boulange" und vielen weiteren Ensembles und Interpreten zusammen. Ihre Orchesterwerke wurden von bekannten Dirigenten wie Juri Serebrjakow (Юрий Серебряков), Jonathan Stockhammer, Evan Christ, Jürgen Bruns und anderen dirigiert.
Ihre Kompositionen werden regelmäßig bei zahlreichen Konzerten und Festivals aufgeführt. Darüber hinaus werden ihre Musik und ihre Konzertauftritte oft auf verschiedenen Radiokanälen gesendet.
Als Musikerin konzertiert Emeliantseva international, insbesondere im Bereich der zeitgenössischen Musik. Bei zahlreichen Festivals und Konzerten spielte sie Uraufführungen und russische Erstaufführungen mit Kompositionen von unter anderem Dittrich, Messiaen, Roslawez, Lutosławski und Humel sowie eigene Werke. Sie hat mehrere CDs (zuletzt beim Bayerischen Rundfunk in München) aufgenommen. Ihre Werke wurden beim Simon Verlag für Bibliothekwissen verlegt.

## Auszeichnungen
Mit zahlreichen Kompositionspreisen wurde Emeliantseva ausgezeichnet, u. a. mit dem Preis des internationalen Wettbewerbs Zwukowyje Puti in Sankt Petersburg, dem Preis des Berliner Senats (Farbtonvarianten für Kammerensemble), dem Preis der Akademie der Künste (Vega für Orchester), dem Preis des internationalen Wettbewerbs für den Raum der Gläsernen Manufaktur in Dresden. Darüber hinaus erhielt sie zahlreiche Stipendien, Aufenthalte (z. B. composer in residence auf dem Künstlerhof Schreyahn vom Ministerium für Kultur Niedersachsen, Schloss Wiepersdorf usw.) und Kompositionsaufträge (z. B. Europäischer Musiksommer in Berlin, Komposition "Lichtsplitter", Apokalypse für das Ensemble "Neue Vokalisten" Berlin) uvm.

## Diskografie
- Paul-Heinz Dittrich: Klaviermusik I – VII (zusammen mit Frank Gutschmidt). Edel, Hamburg 2001 (2 Compact Discs + Beiheft)
- Nikolai Andrejewitsch Roslawez: Klavierwerke. Neos, München 2009